# Андервуд-Пітерсвілл (Алабама)
Андервуд-Пітерсвілл (англ. Underwood-Petersville) — переписна місцевість (CDP) в США, в окрузі Лодердейл штату Алабама. Населення — 3051 особа (2020).

## Географія
Андервуд-Пітерсвілл розташований за координатами 34°52′34″ пн. ш. 87°41′53″ зх. д. / 34.87611° пн. ш. 87.69806° зх. д. (34.876112, -87.698157). За даними Бюро перепису населення США в 2010 році переписна місцевість мала площу 15,22 км², з яких 15,18 км² — суходіл та 0,04 км² — водойми.

## Демографія
Згідно з переписом 2010 року, у переписній місцевості мешкало 3247 осіб у 1382 домогосподарствах у складі 939 родин. Густота населення становила 213 особи/км². Було 1506 помешкань (99/км²).
Расовий склад населення:
| - 91,3 % — білих - 6,2 % — чорних або афроамериканців - 0,6 % — азіатів - 0,2 % — корінних американців |

До двох чи більше рас належало 1,2 %. Частка іспаномовних становила 1,0 % від усіх жителів.
За віковим діапазоном населення розподілялося таким чином: 22,0 % — особи молодші 18 років, 61,3 % — особи у віці 18—64 років, 16,7 % — особи у віці 65 років та старші. Медіана віку мешканця становила 40,7 року. На 100 осіб жіночої статі у переписній місцевості припадало 90,9 чоловіків; на 100 жінок у віці від 18 років та старших — 87,6 чоловіків також старших 18 років.
Середній дохід на одне домашнє господарство становив 44 017 доларів США (медіана — 39 874), а середній дохід на одну сім'ю — 50 265 доларів (медіана — 45 938). Медіана доходів становила 39 172 долари для чоловіків та 22 332 долари для жінок. За межею бідності перебувало 12,9 % осіб, у тому числі 10,8 % дітей у віці до 18 років та 2,0 % осіб у віці 65 років та старших.
Цивільне працевлаштоване населення становило 1583 особи. Основні галузі зайнятості: роздрібна торгівля — 17,6 %, виробництво — 17,2 %, освіта, охорона здоров'я та соціальна допомога — 15,5 %.